# (4424) Arkhipova
(4424) Arkhipova ist ein Hauptgürtelasteroid, der am 16. Februar 1967 von Tamara Michailowna Smirnowa vom Krim-Observatorium aus entdeckt wurde.
Der Asteroid wurde nach der russischen Opernsängerin Irina Konstantinowna Archipowa benannt.